# Cathédrale de Vilnius
La cathédrale de Vilnius (lituanien : Vilniaus katedra)  ou basilique archicathédrale Saint-Stanislas-et-Saint-Ladislas de Vilnius (Vilniaus Šv. Stanislovo ir Šv. Vladislovo arkikatedra bazilika) est la principale église catholique de Lituanie, et la cathédrale de l'archidiocèse de Vilnius.

## Présentation
La cathédrale est située dans la partie médiévale de la ville de Vilnius qui est inscrite au patrimoine mondial de l'UNESCO. Elle est au cœur de la vie spirituelle en Lituanie et est vouée à saint Stanislas et saint Ladislas, avec une chapelle dédiée à saint Casimir. Cette chapelle est un lieu de pèlerinage de tout le pays et des pays environnants.
C'est ici qu'avaient lieu les sacres des grands-ducs de Lituanie. Dans ses cryptes et catacombes, de nombreuses personnes célèbres telles que Vytautas le Grand, sa femme Anna, son frère Sigismond Ier Kęstutaitis, son cousin Švitrigaila, saint Casimir de Pologne, Alexandre Ier Jagellon, Albertas Goštautas (en), grand Chancelier de Lituanie ayant offert de nombreux trésors à la Cathédrale, deux épouses de Sigismond II de Pologne, Élisabeth d'Autriche (1526-1545) et Barbara Radziwill, y sont enterrées aux côtés d'autres.
À l'intérieur de la cathédrale, on dénombre plus de quarante œuvres d'art (fresques et peintures) datées entre le XVIe et le XIXe siècle. Lors de la restauration de la cathédrale, on a découvert ce que l'on croit être l'autel et le plancher d'origine d'un temple païen construit à l'époque du baptême du roi Mindaugas, en plus du reste de la cathédrale construite en 1387.
Une fresque datant du XIVe siècle, la plus ancienne fresque connue en Lituanie, a été découverte sur le mur d'une des chapelles souterraines.

## Historique

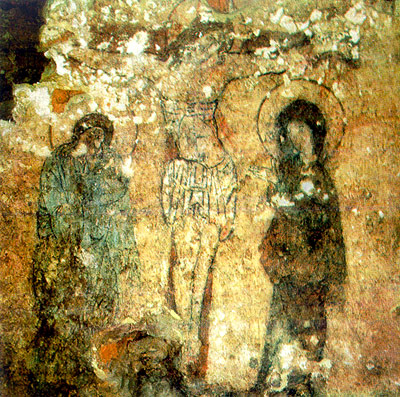
Une fresque de la cathédrale de Vilnius datant de la christianisation de la Lituanie.

On estime qu'avant le christianisme, le dieu païen balte Perkūnas était adoré à cet emplacement. Le roi lituanien Mindaugas fait construire la cathédrale en 1251 après sa conversion au christianisme. Des vestiges de cette église archaïque quadratique à trois nefs et aux contreforts massifs ont été découverts à la fin du XXe siècle. Après la mort de Mindaugas en 1263, la cathédrale redevient un lieu de culte païen.
En 1387, année où la Lituanie est officiellement convertie au christianisme, une seconde cathédrale de style gothique avec cinq chapelles est construite, mais celle-ci est détruite par un incendie en 1419. Vytautas le Grand en fait construire une plus grande encore à sa place comprenant trois nefs et quatre tours à ses angles, en vue de son couronnement. Le voyageur flamand Guillebert de Lannoy remarqua des similitudes avec la cathédrale de Frombork. Les murs et les piliers sont aujourd'hui toujours visibles. En 1522 la cathédrale a été restaurée et le clocher construit sur le toit d'une tour défensive. Il a dû être reconstruit, après l'incendie de 1530, et entre 1534 et 1557 de nouvelles chapelles et cryptes sont ajoutées. Avec ces multiples reconstructions la cathédrale acquiert des éléments architecturaux liés à la Renaissance
En 1529, Sigismond Auguste y est couronné grand-duc de Lituanie. Après un incendie en 1610 elle est à nouveau reconstruite et deux tours en façades sont rajoutées. La cathédrale est endommagée pendant la guerre de 1655 et sera encore rénovée et redécorée plusieurs fois.

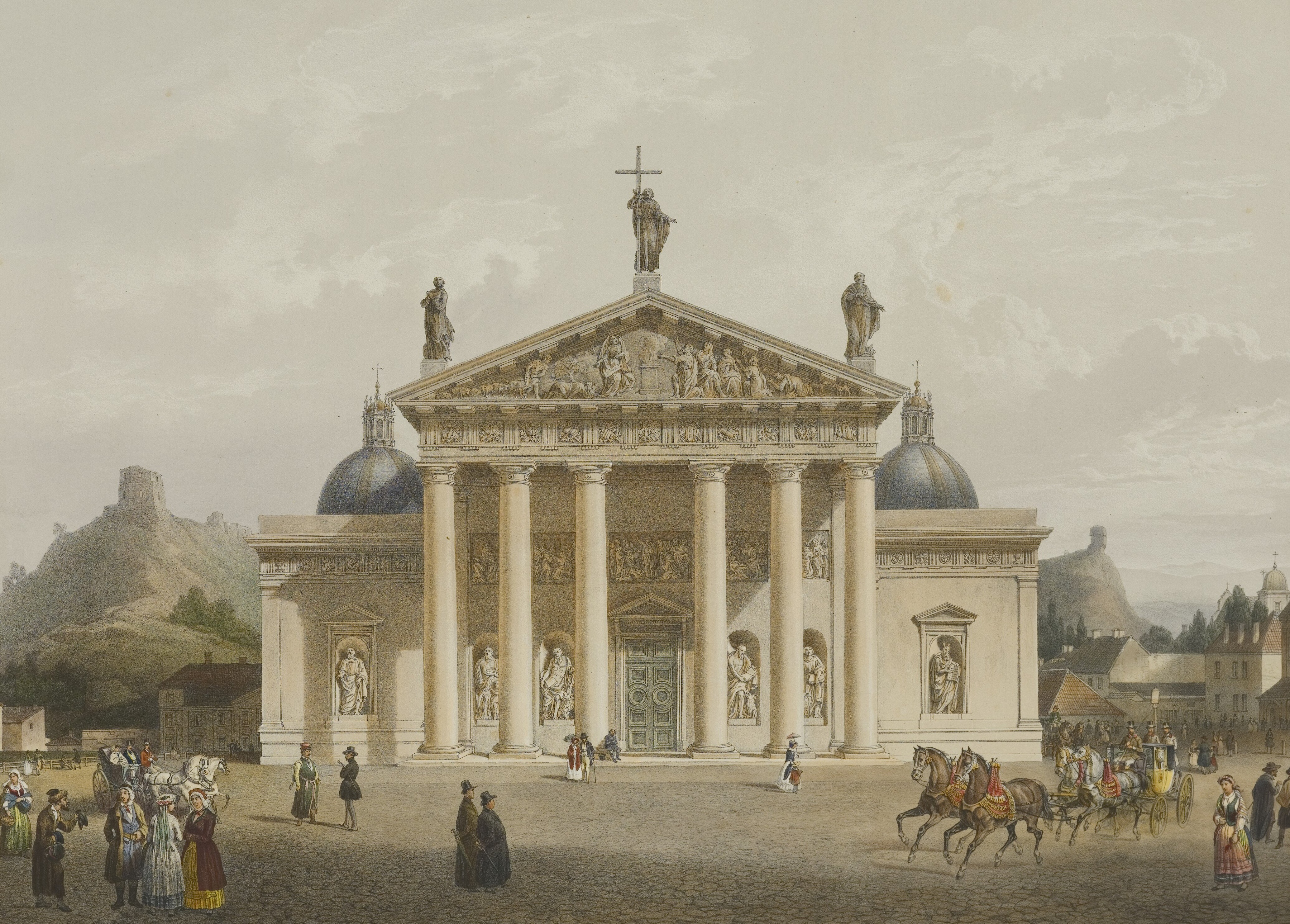
Gravure représentant la façade de la cathédrale de Vilnius (1847).

Entre 1623 et 1636 à l'initiative de Sigismond III de Pologne, l'architecte de la Cour, Constantino Tencalla construit la chapelle de saint Casimir de Pologne de style baroque en grès suédois. L'intérieur a été reconstruit en 1691-1692 et décoré de fresques de Michelangelo Palloni, et d'un autel en stuc de Pietro Perti (sculpteur et architecte italien baroque). En 1769, l'une des tours construite en 1666 s'écroule et détruit les voûtes de la chapelle voisine tuant six personnes. Après l'accident, l'évêque de Vilnius (ou Wilno, en polonais), Mgr Ignacy Jakub Massalski, fait reconstruire la cathédrale. Les travaux commencent en 1779 et sont achevés en 1783 et l'intérieur est terminé en 1801. L'aspect actuel de la cathédrale est dû à cette reconstruction, notamment grâce à Laurynas Gucevičius qui lui donne son style néoclassique. La façade principale est ornée des sculptures des quatre Évangélistes, sculptées par l'Italien Tommaso Righi. Certains spécialistes soulignent la ressemblance de la cathédrale avec le style de Palladio ou l'influence de Gucevičius, lui-même inspiré par Claude Nicolas Ledoux. L'influence du palladianisme est évidente sur les façades latérales du bâtiment. Le manque de pureté de l'architecture classique, causée par l'ajout d'éléments baroques ou d'autres styles, a été critiqué par certains architectes.

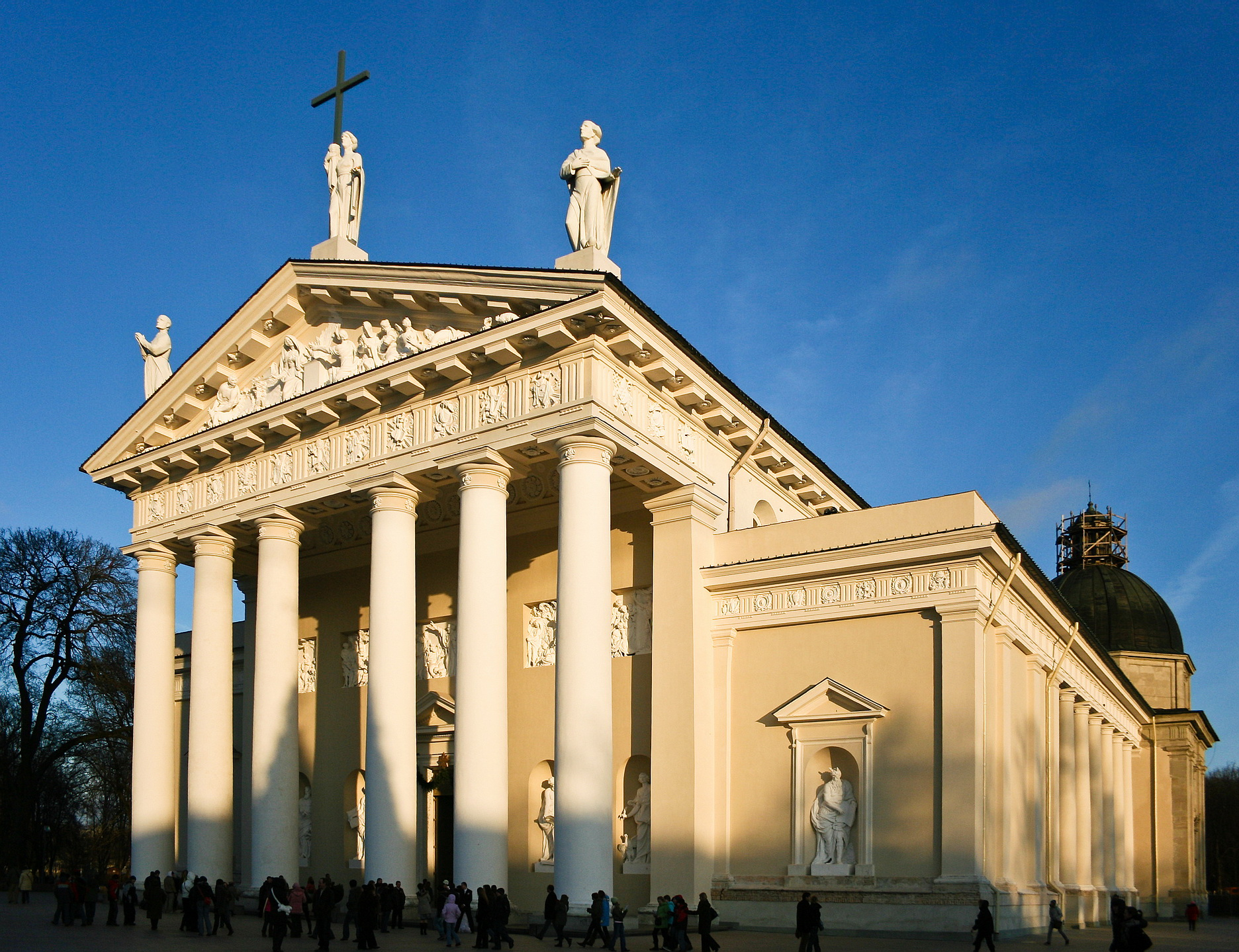
Façade de la cathédrale de Vilnius après sa rénovation de 2006-2007.

Entre 1786 et 1792, trois sculptures de Kazimierz Jelski ont été placées sur le toit de la cathédrale ; saint Casimir, au sud, saint Stanislas, au nord et sainte Hélène au centre. Ces sculptures ont été enlevées en 1950 et replacées en 1997. La sculpture de saint Casimir symbolise la Lituanie, celle de saint Stanislas la Pologne, et celle de sainte Hélène la Russie.
Les travaux de reconstruction du Palais royal de Lituanie derrière la cathédrale ont commencé en 2002. Ce bâtiment nouvellement érigé a considérablement modifié les abords de celle-ci.
La cathédrale et le beffroi ont été entièrement rénovés de 2006 à 2008. Les façades ont été repeintes, améliorant ainsi l'aspect extérieur des bâtiments et de leurs éléments qui n'avaient pas été rénovés depuis la restauration de 1990 en l'honneur de l'indépendance de la Lituanie. Mgr Jan Cieplak, serviteur de Dieu, est enterré dans la cathédrale en 1926.

## Galerie

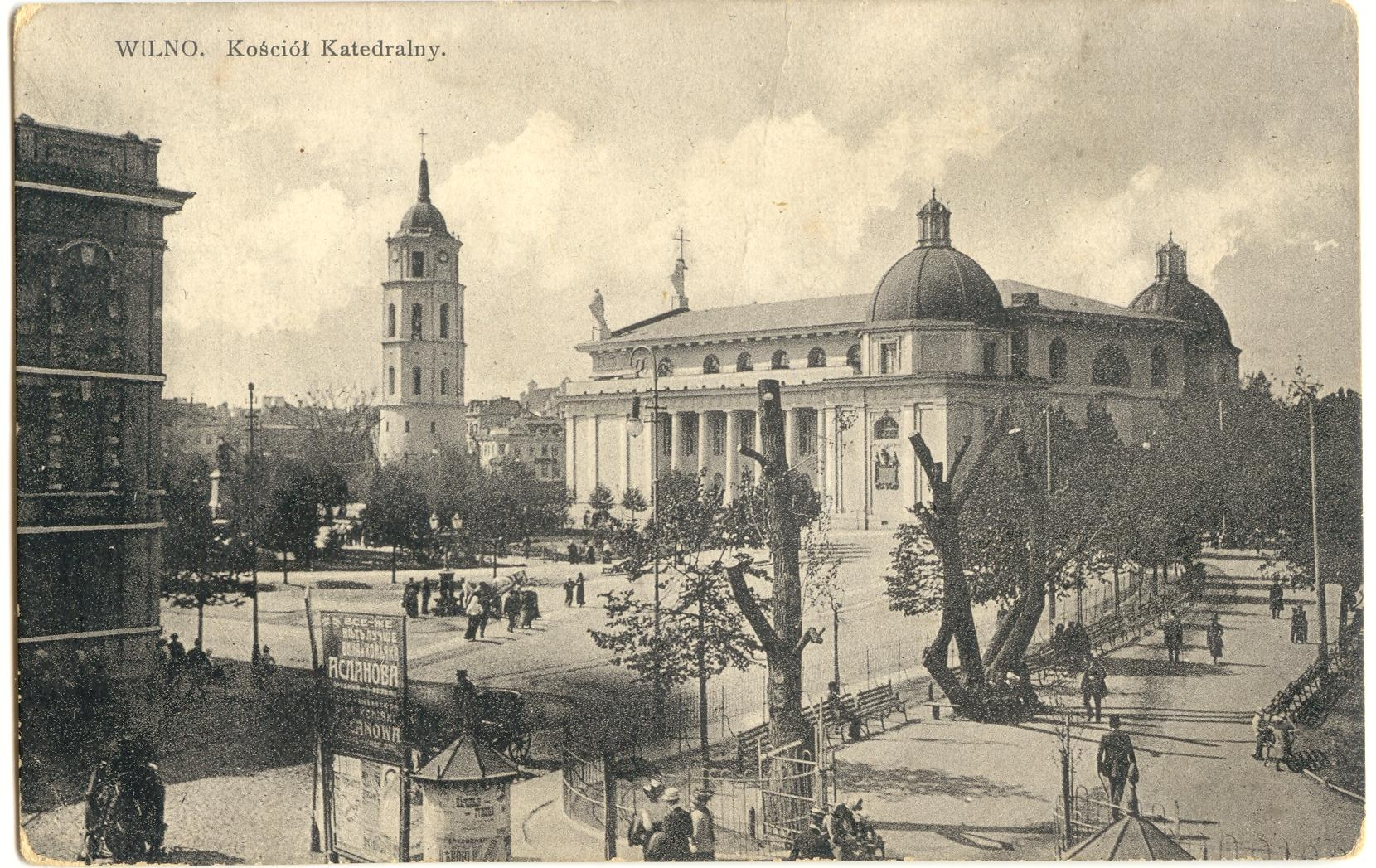
La cathédrale vers 1910.
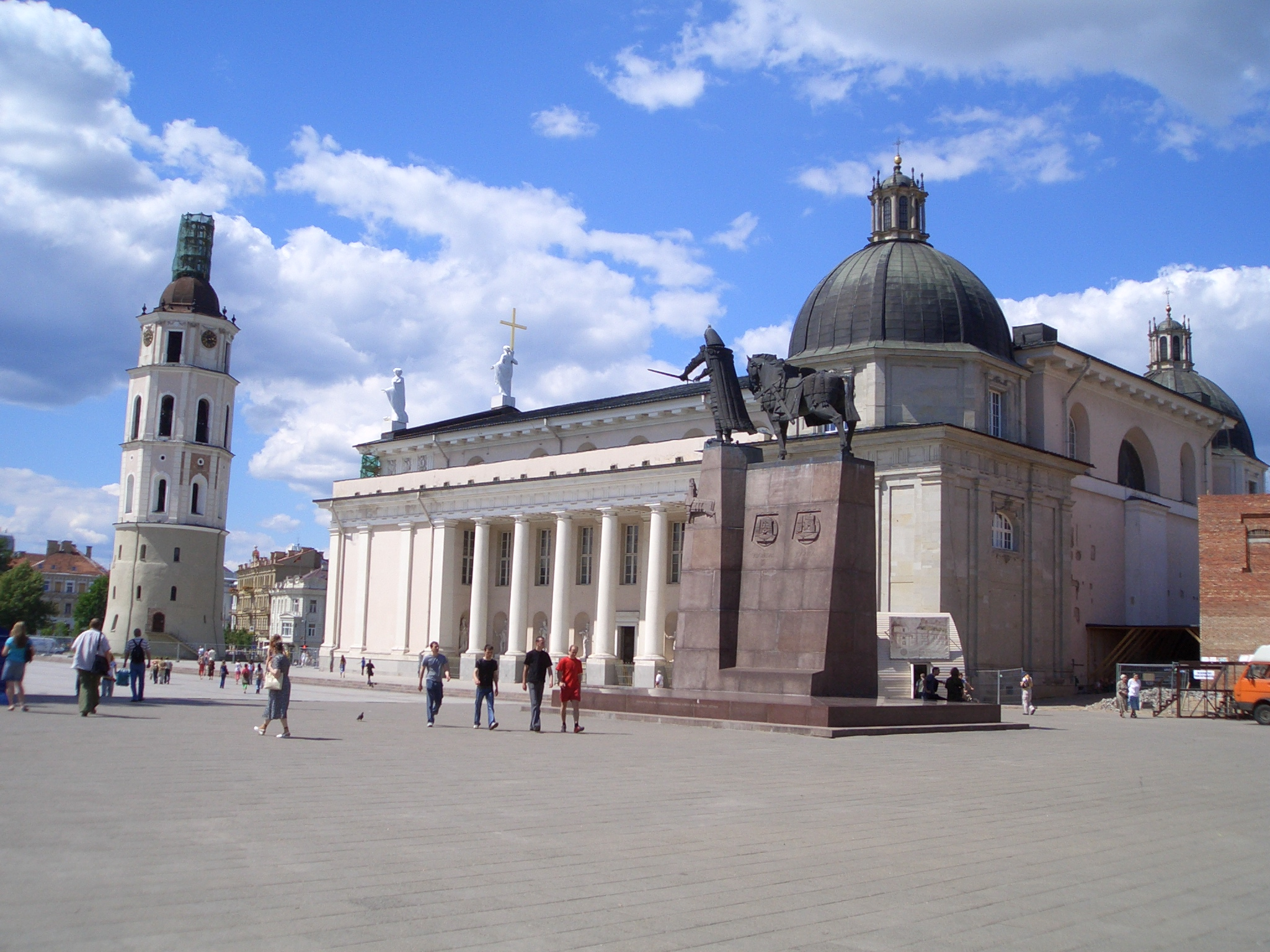
La place de la Cathédrale.
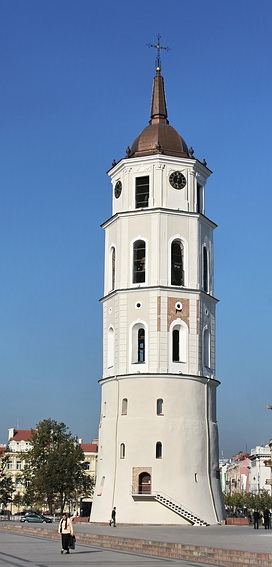
Le beffroi.
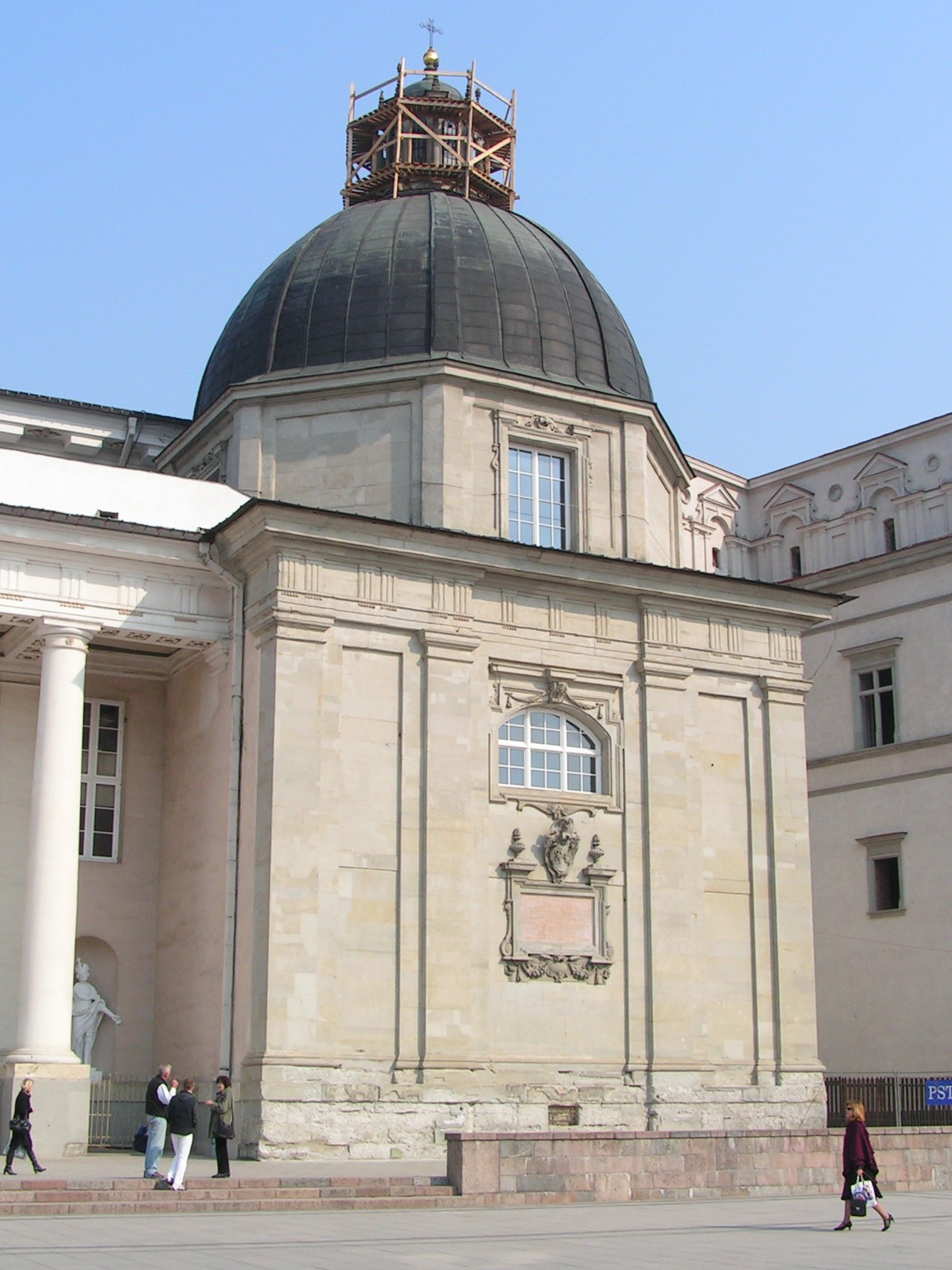
Vue extérieure de la chapelle Saint-Casimir.
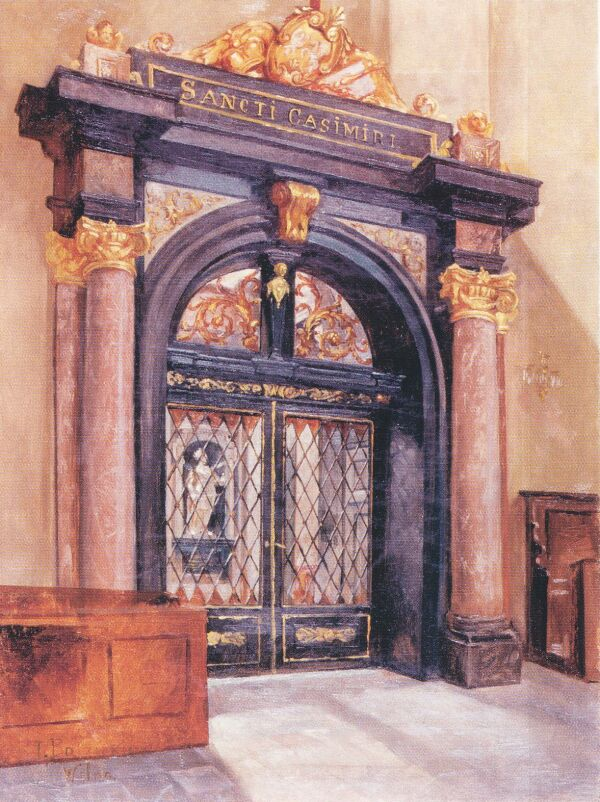
Entrée de la chapelle Saint-Casimir par Balzukiewicz (1908).
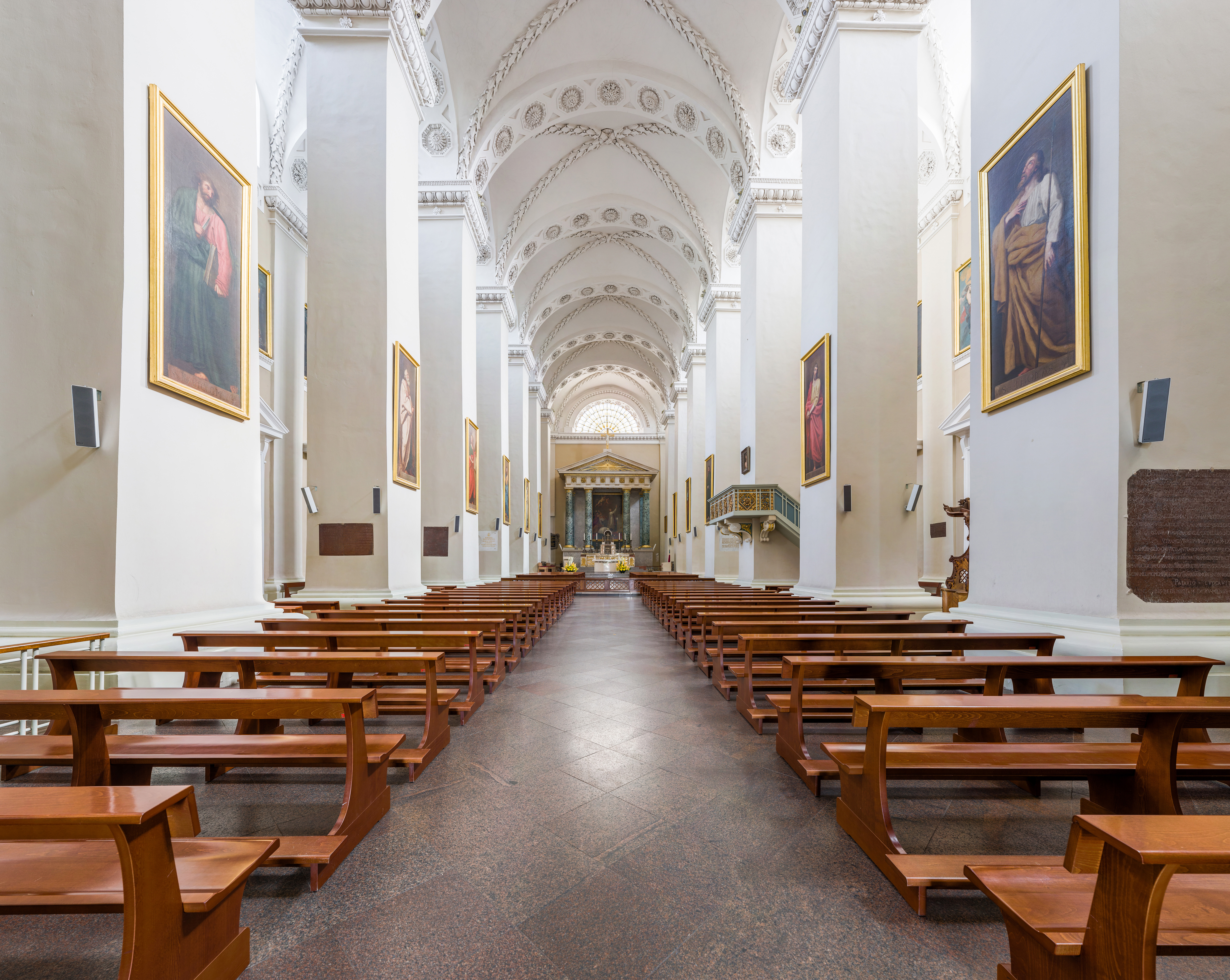
Intérieur de la cathédrale.
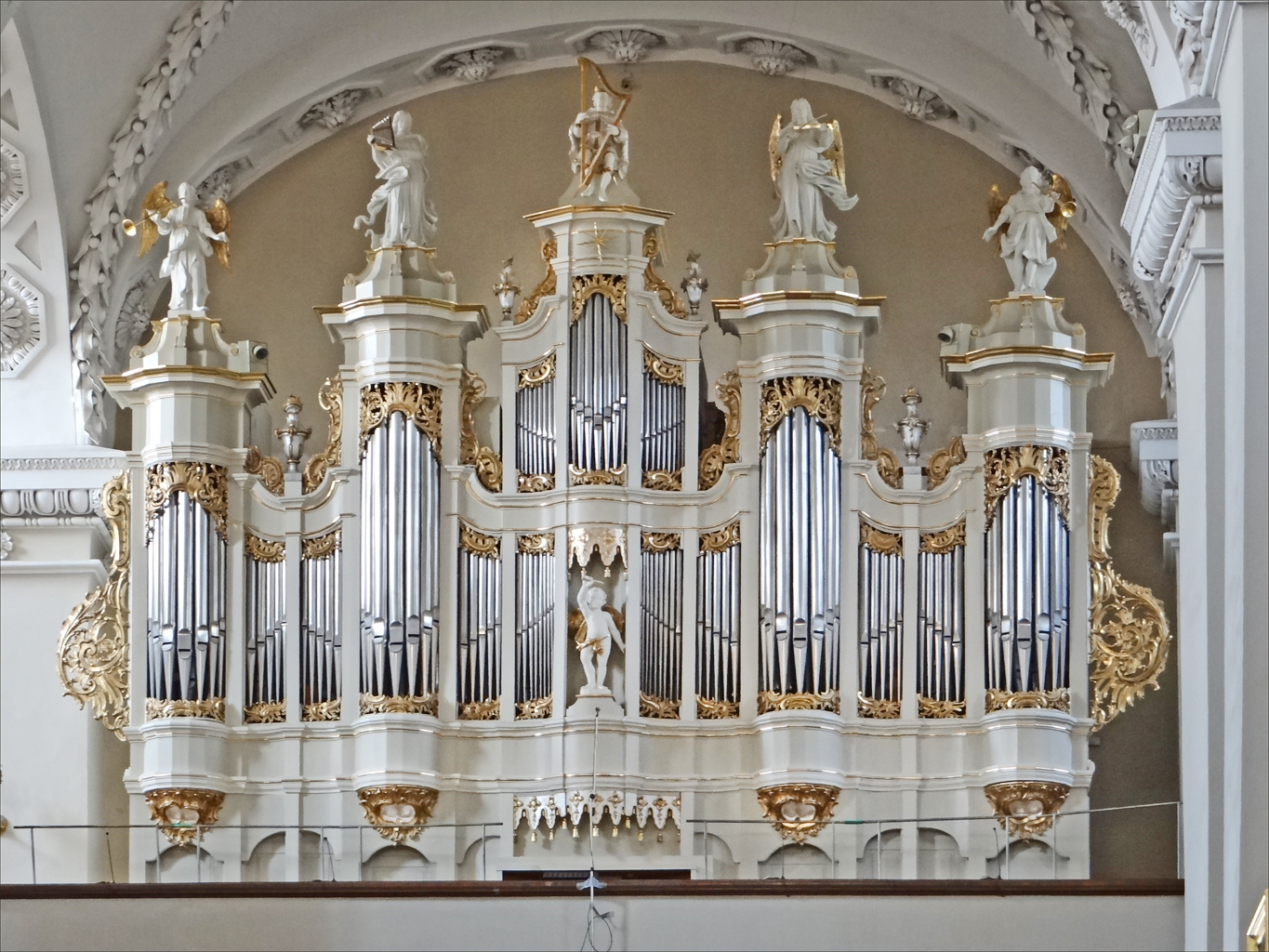
Le grand orgue.
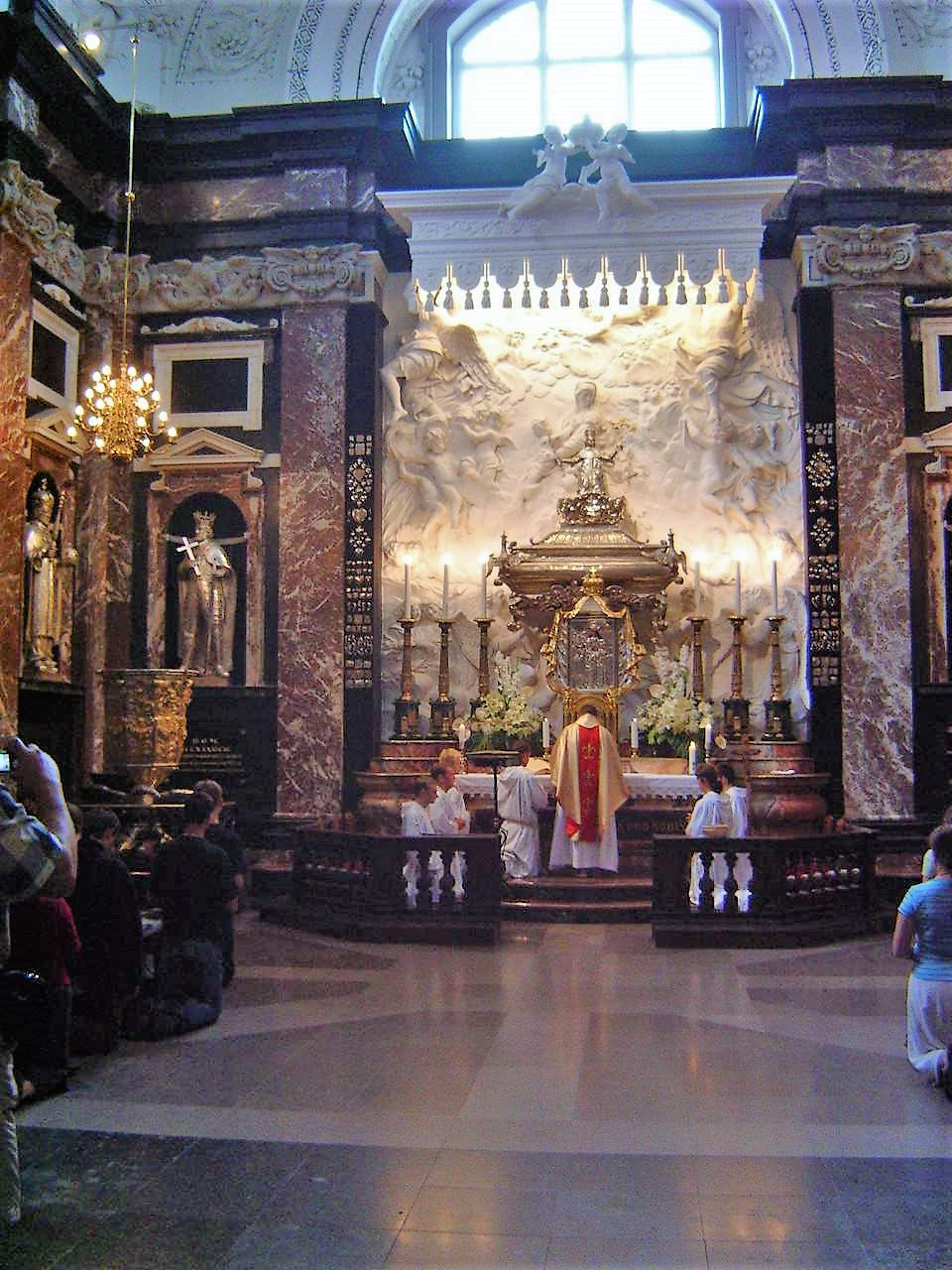
Vue de la chapelle Saint-Casimir où se trouvent les reliques du saint.
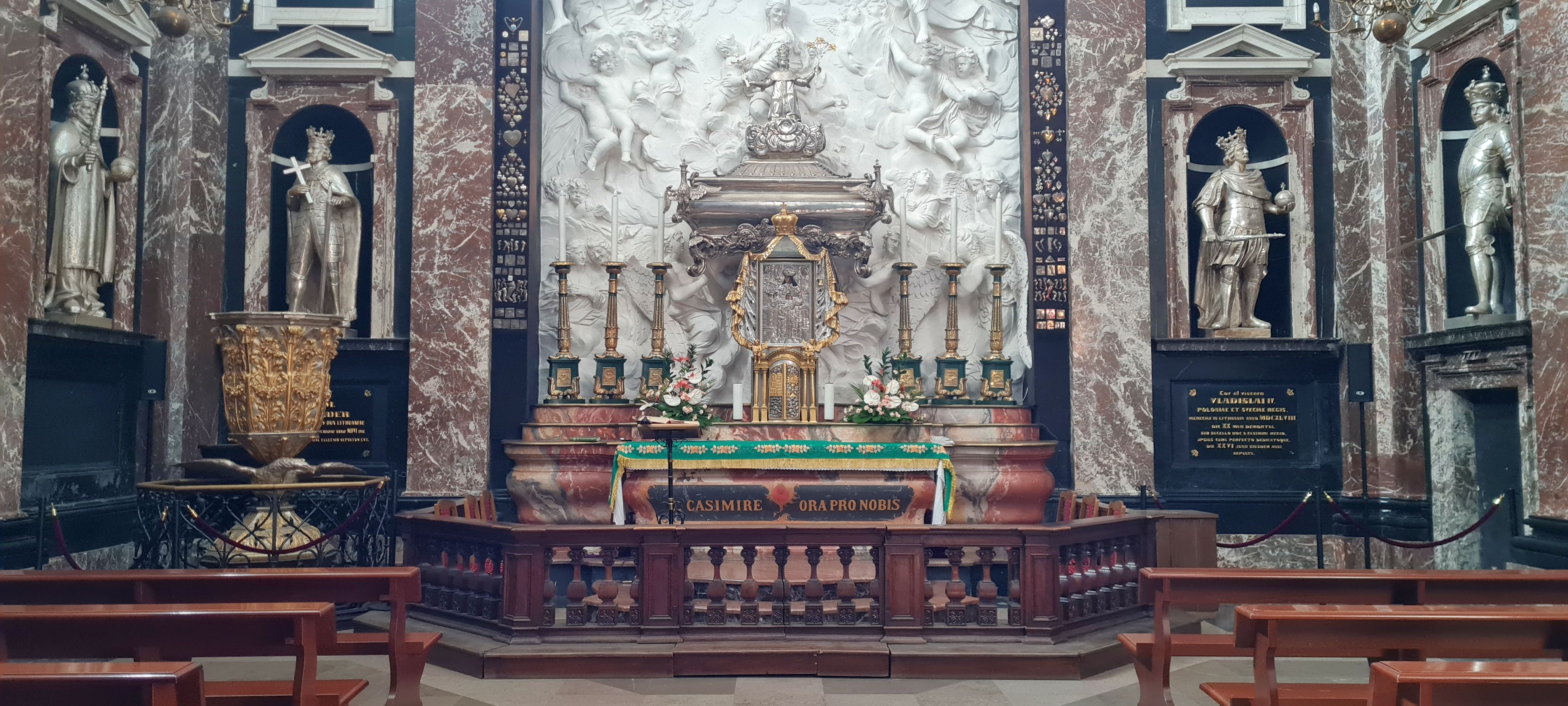
L'autel de la chapelle Saint-Casimir.
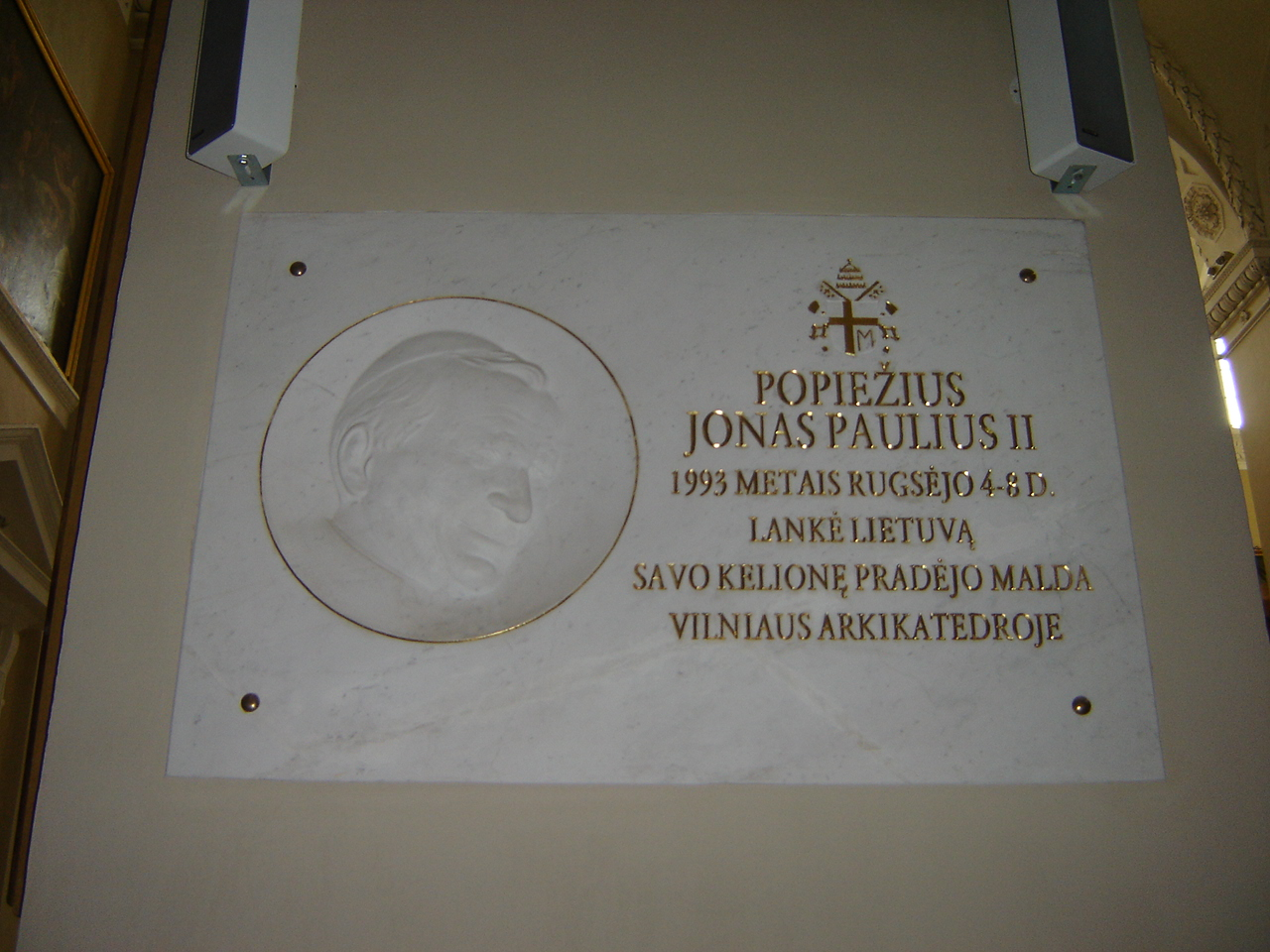
Plaque en mémoire de la venue de Jean-Paul II.
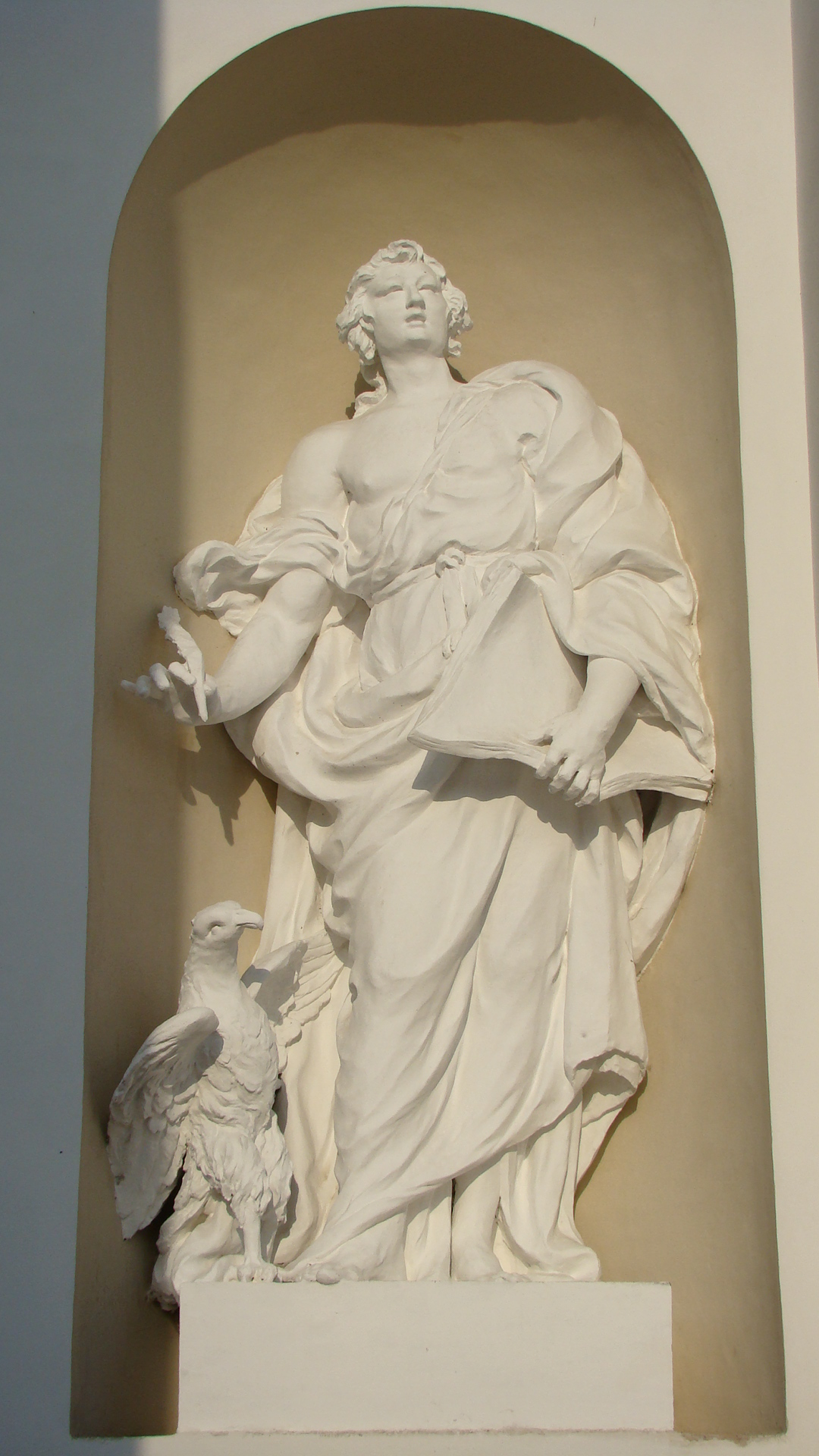
Statue de l'apôtre saint Jean.
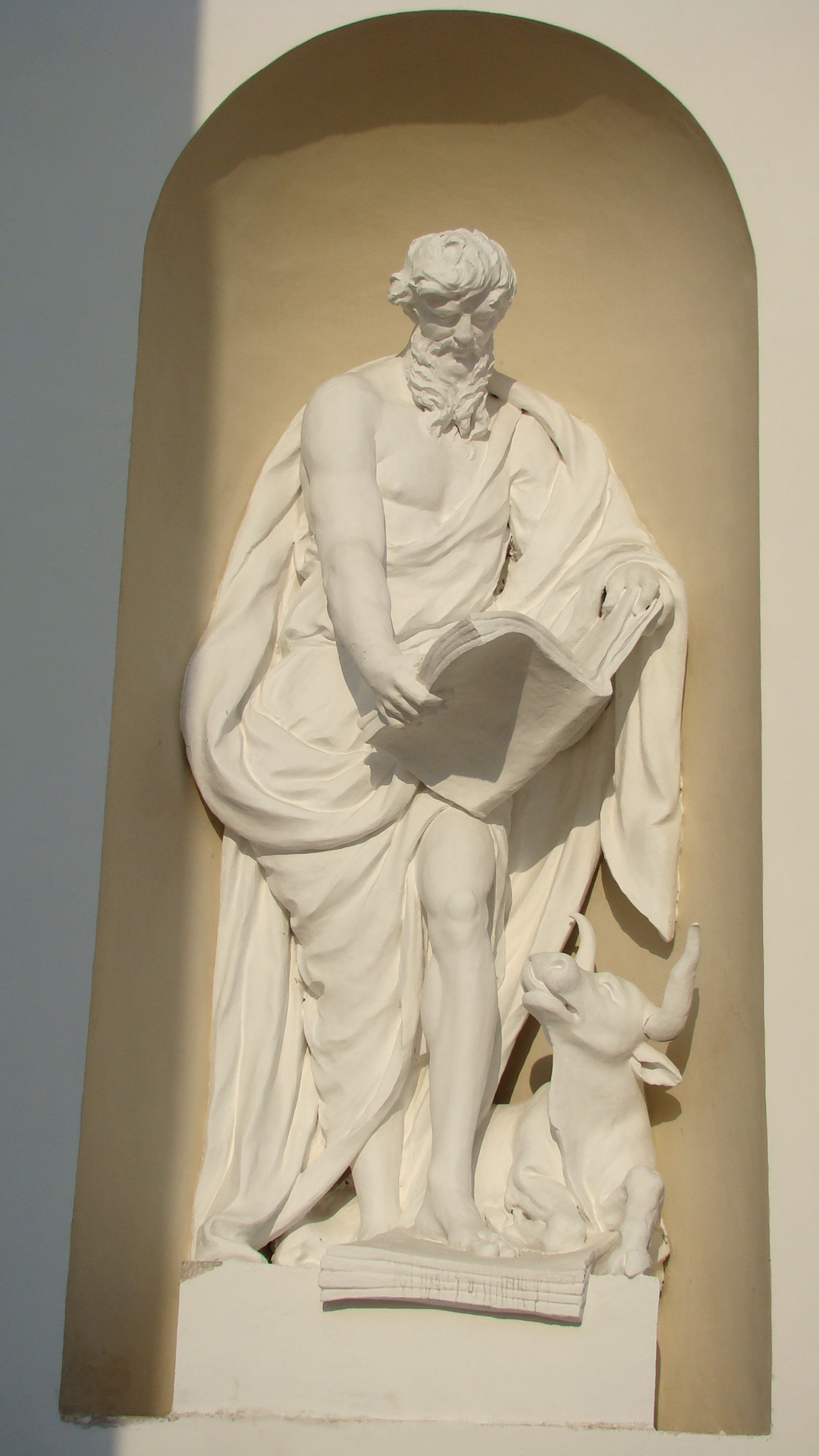
Statue de l'apôtre saint Luc.
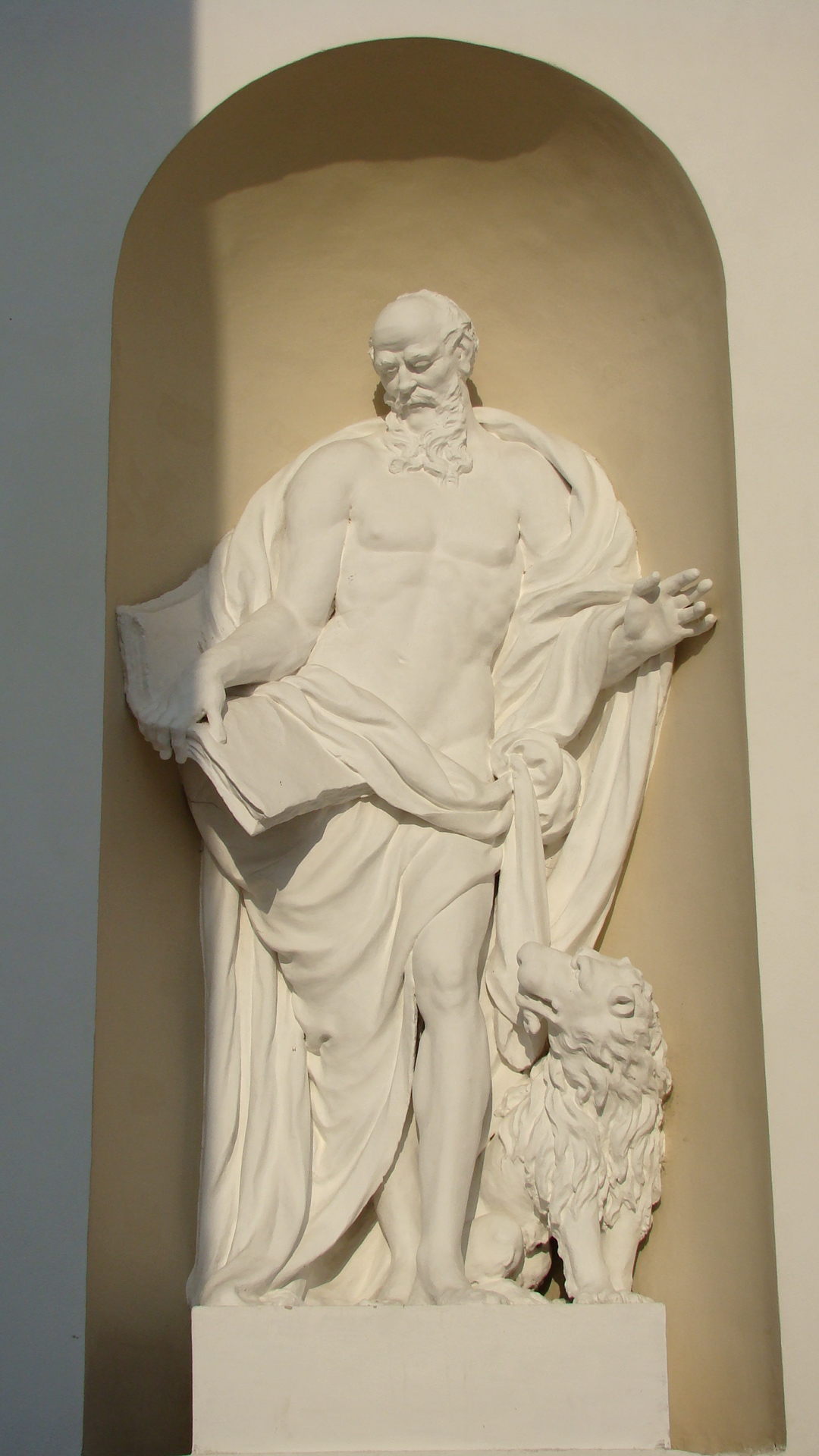
Statue de l'apôtre saint Marc.
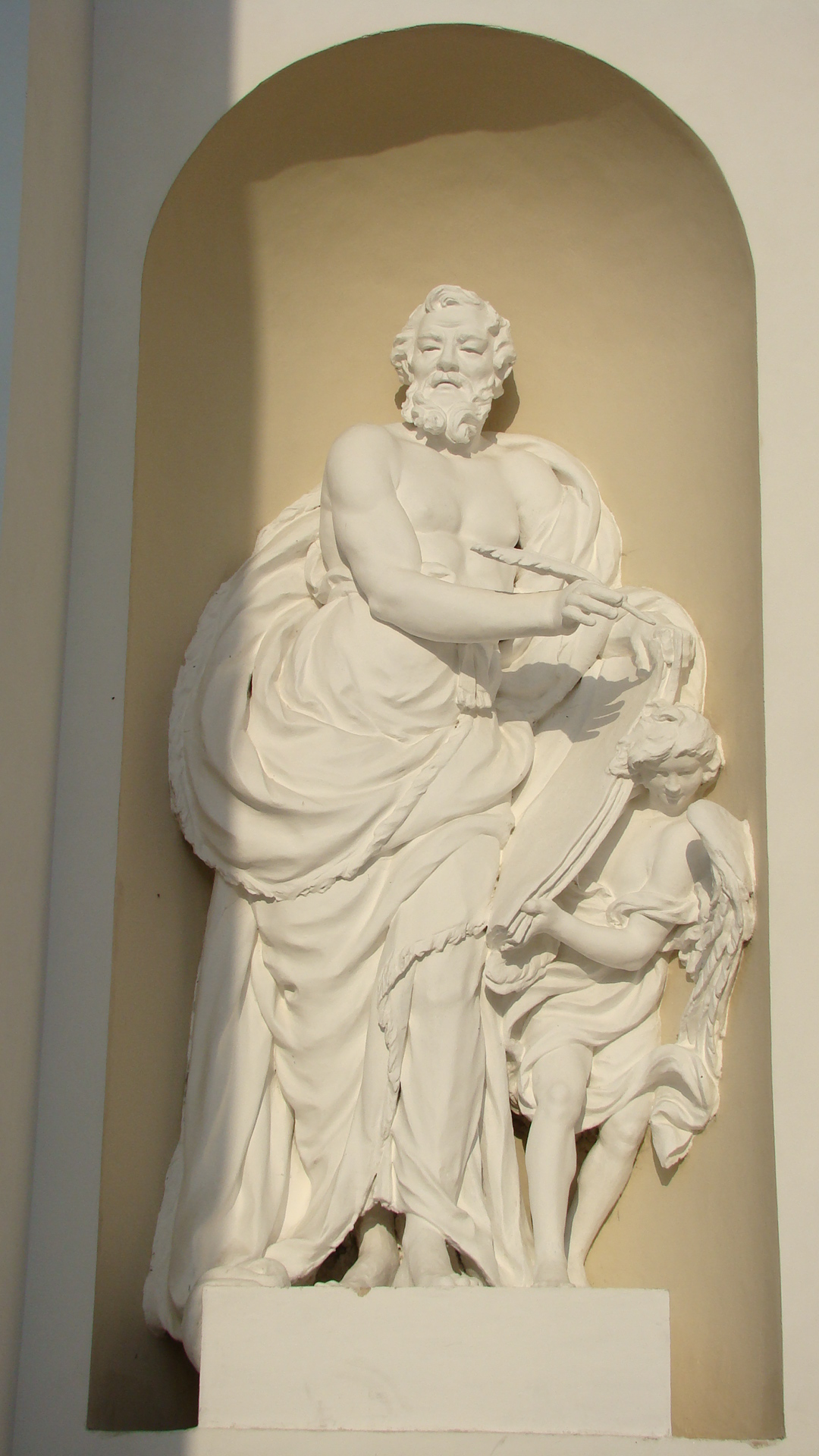
Statue de l'apôtre saint Matthieu.

## Source
- (en) Cet article est partiellement ou en totalité issu de l’article de Wikipédia en anglais intitulé « Vilnius Cathedral » (voir la liste des auteurs).